# Daniel Adair
Patrick Daniel Adair (Vancouver, Columbia Británica, Canadá; 19 de febrero de 1975) es un músico canadiense. Es conocido sobre todo por su trabajo con Nickelback (entró como sucesor de Ryan Vikedal) y su anterior trabajo con 3 Doors Down. También colabora con la banda canadiense Suspect y la banda de fusión instrumental Martone.

## Biografía
Nacido y criado en Vancouver, Daniel Adair comenzó a tocar la batería a la edad de 13 años. Influenciado principalmente por su padre, que también era baterista.
Después de ver algunos videos de bateristas como el álbum llamado "Hemispheres" de Rush, decide aprender a tocar la batería de la misma manera. Daniel estuvo influenciado hasta la edad de 22 años por los bateristas Neil Peart, John Bonham, Tim 'Herb' Alexander, Lars Ulrich, y Vinnie Paul Abbott, entre otros.
Después de sus últimos años de adolescencia que lamentablemente no disfruto mucho, fue contratado por una tienda de música en Vancouver. No mucho después de esto, comenzó su pasión por la batería. En poco tiempo, su gusto musical comenzó a cambiar y empezó a ser influenciado por bateristas del jazz como Dennis Chambers, Vinnie Colaiuta, Dave Weckl y Virgil Donati. Comenzó a tocar con muchas bandas locales sin importar qué banda era, en qué momento y en qué lugar. En este período también comenzó a tocar otros instrumentos como la guitarra y el bajo, aprender nuevos estilos y técnicas de tambores de diferentes maestros, en particular John Fisher, llegando a obtener mucha disciplina con su práctica habitual.
En enero de 2005, Daniel deja a 3 Doors Down - banda a que pertenecía en ese entonces - para unirse a la banda canadiense Nickelback. Siete meses más tarde lanzaron el álbum 'All the Right Reasons' siendo su más grande éxito, ya que debutó en el número 1 en las listas de Billboard y el gran apoyo en una gira mundial después de varios exitosos singles. Durante su tiempo con Nickelback, Daniel también ha aparecido en álbumes, realizados por los grupos: Theory of a Deadman, Bo Bice, Martone, Thornley, Faber Drive y Lynyrd Skynyrd. Actualmente está de gira con Dave Martone, y está trabajando en un álbum de estudio llamado "All the Right Reasons", con Nickelback en el estudio BC en Abbotsford en enero.
El 21 de octubre de 2007, James Stephen Hart (exlíder de "Eighteen Visions") anunció que Adair estaba grabando como baterista en su nueva banda, Burn Halo.
En 2008, Daniel tiene un Drum Workshop -  - (DW). Esto fue lo que publicó en su página web:  He cambiado a Drum Workshop! Después de cinco años, con Pearl, he decidido cambiar las cosas e intentar algo nuevo. He tenido la oportunidad de trabajar con DW en el estudio durante el último par de meses y he quedado muy impresionado con su resonancia, tono, y la facilidad de sintonización. La elección se terminó después de un viaje a la fábrica de Oxnard, CA, a principios de este año. La cantidad de opciones, la innovación, y el control de calidad fueron más que impresionante. Hablar con tambor gurú John Good y sentir la dedicación al impulsar la dotación de fabricación de los bidones que poseía, fue fuente de inspiración. Siempre he sido un fan de los pedales DW, y los 23” Bass Drum rocks! Pearl hace un gran producto, y siempre me tratan como oro. Pero como un jugador esto es un paso que tengo que hacer. Muy emocionado al uso de estas en vivo y en el próximo álbum! Voy a publicar imágenes cuando llegue el kit!".
En 2011, Adair junto con los otros miembros de la banda Nickelback lanzaron Here and Now. Este álbum incluye los singles «Esto significa la guerra» y «Bottoms Up».
Adair posee una licencia de piloto privado, aprendiendo originalmente a volar en aviones ultraligeros, y actualmente posee un Maule M-7. En 2020, a Adair le diagnosticaron síndrome del túnel radial.

## Equipo
| - - DW tambor (Nuevo Kit Sin embargo, para ser visto) - 22x18 bombo - 12x8 Tom-Tom - 13x9 Tom-Tom - 16x16 Tom de piso - 14x5.5 Caja orquestal - 14x6.5 trampa Steve Ferrone (w/ aros negros moldeados) - SABIAN Cymbals - A - HHX 14" Groove Hats - B - AAX 18" Stage Crash - C - HHX 10" Evolution Splash - D - AAX 18" X-Plosion Crash - E - 22" SABIAN Prototype Ride - 21" SABIAN HHX Groove Ride - F - AAX 18" Chinese Nuevos equipos: - - 10" Prototype Mini Hats - HHX 18" Evolution O-Zone Crash - Sugerencia Regal Daniel Adair modelo de la firma | - Rack y Stands - Pearl Drums DR503C ICON curved rack - Pearl Drums DR501CE expansion bar - Pearl Drums RJ50 mini-expansion bar - Pearl Drums PCX100 clamp x 15 - Pearl Drums PCX200 clamp x 4 - Pearl Drums CH1000 cymbal holder x 5 - Pearl Drums TH1000S tom holder x 2 - Pearl Drums PS85 pedal stabilizer - Pearl Drums D2000 throne - Pearl Drums S2000 snare stand x 2 - Pearl Drums H2000 hi-hat Stand - Pedals - Pearl Drums P-2002C Eliminator Double Kick Pedal - Drum Heads - Snare - Remo Drumheads CS Batter Coated - Toms Batter - Remo Drumheads Clear Emperor - Toms Resonant - Remo Drumheads Clear Ambassador - Bass - Remo Drumheads Powerstroke 3 - Misc - Ahead Metronomes - Shure - Shure Microphones |

## Avales
Una lista de expresiones de apoyo a Daniel recibidos:
- DW Drums
- Sabian Cymbals
- Regal Tip Drumsticks
- Remo Drumheads
- Ahead Metronomes
- Shure Microphones

## Discografía
| Año  | Grupo               | Álbum                 | Notas                                     |
| ---- | ------------------- | --------------------- | ----------------------------------------- |
| 1999 | Martone             | Zone                  |                                           |
| 2002 | Martone             | A Demon's Dream       |                                           |
| 2003 | Suspect             | Suspect               |                                           |
| 2004 | 3 Doors Down        | Another 700 Miles     | Álbum en vivo - tour: "Away From the Sun" |
| 2005 | 3 Doors Down        | 3 Doors Down Live DVD |                                           |
| 2005 | 3 Doors Down        | Seventeen Days        |                                           |
| 2005 | Nickelback          | All the Right Reasons |                                           |
| 2005 | Theory of a Deadman | Gasoline              | Canción: "Santa Monica"                   |
| 2006 | Bo Bice             | The Real Thing        | song: "Your Everything"                   |
| 2006 | Martone             | When Aliens Come      |                                           |
| 2008 | Martone             | Clean                 |                                           |
| 2008 | Nickelback          | Dark Horse            |                                           |
| 2011 | Nickelback          | Here and now          |                                           |
| 2014 | Nickelback          | No Fixed Address      |                                           |
| 2016 | Nickelback          | Feed The Machine      |                                           |
| 2022 | Nickeback           | Get Rollin'           |                                           |